# Sakurazaka46
Sakurazaka46 (櫻坂46, prononcé "Sakurazaka forty-six"), anciennement Keyakizaka46 (欅坂46), est un groupe d'idoles féminin japonais créé par Yasushi Akimoto en août 2015.
Le groupe est initialement annoncé sous le nom Toriizaka46 (鳥居坂46), puis est renommé Keyakizaka46 après le recrutement des membres de la première génération. Il adopte enfin son nom actuel le 14 octobre 2020.
Le groupe a fait ses débuts sous le label Sony Music Entertainment Japan.
Il s'agit du tout premier groupe sœur de Nogizaka46 (groupe désigné comme étant le rival officiel du groupe d'AKB48 et créé en 2011 par le même producteur, Yasushi Akimoto).

## Histoire

### 2015-2016: Auditions et débuts

Logo de Keyakizaka46

Après la création de son groupe à succès Nogizaka46 quatre ans plus tôt en juin 2011, Le producteur Yasushi Akimoto annonce fin juin 2015 la création d’un nouveau groupe sœur, Toriizaka46 (鳥居坂46), et la recherche de jeunes filles de plus de 12 ans à moins de 20 ans ; la période d’inscription des auditions ont lieu du 28 juin jusqu’au 21 août 2015, le jour où le groupe d’idoles Nogizaka46 ont été formées. Le nouveau groupe d’idoles sera aux côtés de Nogizaka46 sous le label Sony Music Entertainment Japan ; le nom Toriizaka46 a été tiré du nom de la route en pente, Toriizaka, à proximité du Zepp Blue Theater où les membres de Nogizaka46 ont effectué leurs activités.
Le 21 août 2015, il est révélé la première génération du groupe composée de 22 membres, par la même occasion il est annoncé que le groupe ne s'appelle plus Toriizaka46 mais Keyakizaka46 (欅坂46),.
Un des membres, Mizuho Suzuki devient la première idole du groupe à quitter Keyakizaka46 en septembre 2015 quelques mois plus tard avant les débuts officiels.
Peu après, c'est au tour de Mayu Harada de quitter Keyakizaka46 ; cette annonce a été faite sur le site officiel du groupe d’idols le 11 novembre, cette décision est due à un scandale dans lequel elle est impliquée : il a été révélé qu’elle a eu une relation amoureuse avec un ancien professeur. Or, ceci est illégal puisqu’elle a 17 ans et est donc encore mineure. Certaines photos du couple ont été récemment publiées sur internet,.
Par ailleurs, il est annoncé que le premier événement de Keyakizaka46 se tiendra les 14 et 15 novembre 2015 au Zepp DiverCity à Tokyo.
Un nouveau membre, Neru Nagahama, âgée de 17 ans, rejoint les Keyakizaka46 en tant que nouvelle membre le 30 novembre 2015. Elle a été présentée au cours d'un épisode de l’émission de divertissement Keyaki tte, Kakenai? (欅って、書けない？) diffusée le même jour sur TV Tokyo. N'ayant pas pu participer au dernier tour des auditions des Keyakizaka46 à Tokyo car pour des raisons familiales, son père a décidé de contacter le staff du groupe d'idoles afin de lui laisser une chance de joindre le groupe. À la suite de quelques discussions, Neru Nagahama et ses parents ont été invités au concert des Nogizaka46 à Fukuoka. Après le concert, Nagahama a été autorisée à passer une audition spéciale et a réalisé une performance de haut niveau. En conséquence, le staff a décidé de la recruter.
Neru Nagahama est actuellement la seule à faire partie du sous-groupe Hiragana Keyakizaka46 (けやき坂46) ; d'autres membres seront recrutées au cours du printemps 2016.
L'année suivante, l'un des membres, Shiori Satō, est apparu en couverture du magazine Big Comic Spirits (週刊ビッグコミックスピリッツ) en janvier 2016.
Les filles ont participé à une campagne publicitaire pour Mechakari (メチャカリ) en mars 2016.
Les Keyakizaka46 ont sorti leur 1er single Silent Majority en avril 2016, ce CD marque les débuts tant attendus du groupe sœur des Nogizaka46 et réussit à se classer à la première place à l'Oricon et à se vendre à plus de 260 000 exemplaires au cours de la première semaine, un record pour le tout premier artiste féminin au Japon et un record auparavant détenu par HKT48. Par ailleurs, Yurina Hirate devient la membre centrale récurrente pour les disques du groupe.
De plus, les membres des Keyakizaka46 ont été présentés à un handshake event qui sera organisé le 17 avril au Makuhari Messe de Chiba.
En mai 2016, onze membres ont réussi l'audition pour intégrer la nouvelle équipe Hiragana Keyakizaka46, raccourci en Hiragana Keyaki. En juillet suivant, le premier long-métrage de Keyakizaka46 Tokuyama Daigoro wo Dare ga Koroshita ka? diffusé sur TV Tokyo. Sa chanson thème Sekai ni wa Ai Shika Nai est sortie le 10 août en tant que 2e single du groupe. À la fin du mois d'octobre, Hiragana Keyaki a tenu son premier événement autonome « Hiragana Omotenashikai » à l'Akasaka BLITZ, avec une entrée de seulement 500 yens.
Le 24 novembre, Keyakizaka46 a annoncé sa participation à la 67e édition de la NHK Kouhaku Uta Gassen, moins d'un an avant leurs débuts en musique.
Lors de l'événement de handshake pour leur 3e single Futari Saison sorti en novembre 2016, Yūka Sugai a été promue comme capitaine et Akane Moriya comme sous-capitaine du groupe.
Il a également tenu son premier concert à l'Ariake Coliseum la veille de Noël et la nuit de Noël.

### Depuis 2017
Au Japan Gold Disk Award, le groupe a reçu le prix du Nouvel Artiste de l'Année dans la « catégorie domestique » de la RIAJ en février. Les 21 et 22 mars, l'équipe Hiragana Keyaki a tenu son premier concert au Zepp Tokyo, séparé du groupe principal, et a annoncé une tournée.
En avril 2017, le groupe sort son 4e single, Fukyōwaon qui obtient encore de succès commercial que les précédents singles.
Le groupe sort son premier album en plusieurs éditions Masshirona Mono wa Yogoshitaku Naru le 19 juillet 2017 et se classe 1er à l'Oricon, pendant toute la première semaine des ventes, et se vend au total de 321 107 exemplaires. Une édition « Complete » est également mise en vente et comprend au total quarante chansons.
Le 10 février 2019, la team Hiragana Keyaki a annoncé qu'elle diffuserait une émission spéciale sur SHOWROOM le 11 février suivant. Et au cours de la diffusion, il a été annoncé qu'elle quittait Keyakizaka46 ce mois-ci pour former le 3e groupe de la franchise, Hinatazaka46 (sans compter le groupe Yoshimotozaka46).

## Membres

### Membres actuels
| Prénom/Nom                | Nom en japonais           | Date de naissance         | Lieu de naissance         | Âge                       | Remarques                 |
| Membres de 1re génération | Membres de 1re génération | Membres de 1re génération | Membres de 1re génération | Membres de 1re génération | Membres de 1re génération |
| ------------------------- | ------------------------- | ------------------------- | ------------------------- | ------------------------- | ------------------------- |
| Rina Uemura               | 上村莉菜                  | 4 janvier 1997            | Préfecture de Chiba       | 28 ans                    |                           |
| Minami Koike              | 小池美波                  | 14 novembre 1998          | Préfecture de Hyōgo       | 26 ans                    |                           |
| Yui Kobayashi             | 小林由依                  | 23 octobre 1999           | Préfecture de Saitama     | 25 ans                    |                           |
| Fuyuka Saitō              | 齋藤冬優花                | 15 février 1998           | Tokyo                     | 27 ans                    |                           |
| Mizuho Habu               | 土生瑞穂                  | 7 juillet 1997            | Tokyo                     | 28 ans                    |                           |

| Membres de 2e génération | Membres de 2e génération | Membres de 2e génération | Membres de 2e génération | Membres de 2e génération | Membres de 2e génération          |
| ------------------------ | ------------------------ | ------------------------ | ------------------------ | ------------------------ | --------------------------------- |
| Rina Inoue               | 井上梨名                 | 29 janvier 2001          | Préfecture de Hyōgo      | 24 ans                   |                                   |
| Hikari Endō              | 遠藤光莉                 | 17 avril 1999            | Préfecture de Kanagawa   | 26 ans                   |                                   |
| Rei Ōzono                | 大園玲                   | 18 avril 2000            | Préfecture de Kagoshima  | 25 ans                   |                                   |
| Akiho Ōnuma              | 大沼晶保                 | 12 octobre 1999          | Préfecture de Shizuoka   | 25 ans                   |                                   |
| Marino Kōsaka            | 幸阪茉里乃               | 19 décembre 2002         | Préfecture de Mie        | 22 ans                   |                                   |
| Yui Takemoto             | 武元唯衣                 | 23 mars 2002             | Préfecture de Shiga      | 23 ans                   |                                   |
| Hono Tamura              | 田村保乃                 | 21 octobre 1998          | Préfecture d'Osaka       | 26 ans                   |                                   |
| Karin Fujiyoshi          | 藤吉夏鈴                 | 29 août 2001             | Préfecture d'Osaka       | 23 ans                   |                                   |
| Kira Masumoto            | 増本綺良                 | 12 janvier 2002          | Préfecture de Hyōgo      | 23 ans                   |                                   |
| Rina Matsuda             | 松田里奈                 | 13 octobre 1999          | Préfecture de Miyazaki   | 25 ans                   | Capitaine Ancienne Vice-capitaine |
| Hikaru Morita            | 森田ひかる               | 10 juillet 2001          | Préfecture de Fukuoka    | 23 ans                   |                                   |
| Rena Moriya              | 守屋麗奈                 | 2 janvier 2000           | Tokyo                    | 25 ans                   |                                   |
| Ten Yamasaki             | 山﨑天                   | 28 septembre 2005        | Préfecture d'Osaka       | 19 ans                   |                                   |

| Membres de 3e génération | Membres de 3e génération | Membres de 3e génération | Membres de 3e génération | Membres de 3e génération | Membres de 3e génération |
| ------------------------ | ------------------------ | ------------------------ | ------------------------ | ------------------------ | ------------------------ |
| Rika Ishimori            | 石森璃花                 | 13 janvier 2002          | Préfecture de Gunma      | 23 ans                   |                          |
| Riko Endō                | 遠藤理子                 | 9 janvier 2006           | Préfecture de Saitama    | 19 ans                   |                          |
| Reina Odakura            | 小田倉麗奈               | 25 juillet 2004          | Tokyo                    | 20 ans                   |                          |
| Nagisa Kojima            | 小島凪紗                 | 7 juillet 2005           | Préfecture de Nagano     | 20 ans                   |                          |
| Airi Taniguchi           | 谷口愛季                 | 12 avril 2005            | Préfecture de Yamaguchi  | 20 ans                   |                          |
| Yuzuki Nakashima         | 中嶋優月                 | 17 février 2003          | Préfecture de Fukuoka    | 22 ans                   |                          |
| Mio Matono               | 的野美青                 | 8 novembre 2006          | Préfecture de Fukuoka    | 18 ans                   |                          |
| Itoha Mukai              | 向井純葉                 | 9 mars 2006              | Préfecture de Hiroshima  | 19 ans                   |                          |
| Yū Murai                 | 村井優                   | 18 août 2004             | Tokyo                    | 20 ans                   |                          |
| Miu Murayama             | 村山美羽                 | 15 février 2005          | Tokyo                    | 20 ans                   |                          |
| Shizuki Yamashita        | 山下瞳月                 | 22 janvier 2005          | Préfecture de Kyoto      | 20 ans                   |                          |

### Ex-membres
| Prénom/Nom               | Nom en japonais          | Date de naissance        | Lieu de naissance        | Âge                      | Remarques |
| En tant que Keyakizaka46 | En tant que Keyakizaka46 | En tant que Keyakizaka46 | En tant que Keyakizaka46 | En tant que Keyakizaka46 | En tant que Keyakizaka46 |
| ------------------------ | ------------------------ | ------------------------ | ------------------------ | ------------------------ | --- |
| Mizuho Suzuki            | 鈴木泉帆                 |                          |                          |                          | Quitte le groupe en septembre 2015. |
| Mayu Harada              | 原田まゆ                 | 2 mai 1998               |                          | 27 ans                   | Quitte le groupe en novembre 2015. |
| Yui Imaizumi             | 今泉佑唯                 | 30 septembre 1998        | Prefecture de Kanagawa   | 26 ans                   | |
| Manaka Shida             | 志田愛佳                 | 23 novembre 1998         | Prefecture de Niigata    | 26 ans                   | |
| Nanami Yonetani          | 米谷奈々未               | 24 février 2000          | Préfecture d'Osaka       | 25 ans                   | |
| Neru Nagahama            | 長濱ねる                 | 4 septembre 1998         | Préfecture de Nagasaki   | 26 ans                   | Débute le 29 novembre 2015 en tant que première membre de Hiragana Keyaki. Devient membre de Kanji Keyaki le 24 septembre 2017. Quitte le groupe le 30 juillet 2019. |
| Nana Oda                 | 織田奈那                 | 4 juin 1998              | Prefecture de Shizuoka   | 27 ans                   | |
| Miyu Suzumoto            | 鈴本美愉                 | 5 décembre 1997          | Préfecture d'Aichi       | 27 ans                   | |
| Yurina Hirate            | 平手友梨奈               | 25 juin 2001             | Préfecture d'Aichi       | 24 ans                   | Plus jeune membre du groupe au moment de sa formation. |
| Nanako Nagasawa          | 長沢菜々香               | 23 avril 1997            | Prefecture de Yamagata   | 28 ans                   | |
| Nijika Ishimori          | 石森虹花                 | 7 mai 1997               | Prefecture de Miyagi     | 28 ans                   | |
| Shiori Satō              | 佐藤詩織                 | 16 novembre 1996         | Tokyo                    | 28 ans                   | |
| En tant que Sakurazaka46 |                          |                          |                          |                          | |
| Riko Matsudaira          | 松平璃子                 | 5 mai 1998               | Tokyo                    | 27 ans                   | |
| Akane Moriya             | 守屋茜                   | 12 novembre 1997         | Prefecture de Miyagi     | 27 ans                   | Ancienne vice-capitaine, durant la période Keyakizaka46. |
| Rika Watanabe            | 渡辺梨加                 | 16 mai 1995              | Préfecture d'Ibaraki     | 30 ans                   | |
| Risa Watanabe            | 渡邉理佐                 | 27 juillet 1998          | Préfecture d'Ibaraki     | 26 ans                   | |
| Aoi Harada               | 原田葵                   | 7 mai 2000               | Tokyo                    | 25 ans                   | |
| Rika Ozeki               | 尾関梨香                 | 7 octobre 1997           | Préfecture de Kanagawa   | 27 ans                   | |
| Yūka Sugai               | 菅井友香                 | 29 novembre 1995         | Tokyo                    | 29 ans                   | Ancienne Capitaine, |
| Yumiko Seki              | 関有美子                 | 29 juin 1998             | Préfecture de Fukuoka    | 27 ans                   | |

### Hiragana Keyakizaka46
Ce sous-groupe a été initié en novembre 2015 et la formation de la 1re génération a été complétée en août 2016. Par la suite, deux générations de membres sont ajoutées. Le 19 février 2019, Hiragana Keyaki devient un groupe indépendant sous le nom Hinatazaka46.
| Prénom/Nom                | Nom en japonais           | Date de naissance         | Lieu de naissance         | Âge                       | Remarques                 |
| Membres de 1re génération | Membres de 1re génération | Membres de 1re génération | Membres de 1re génération | Membres de 1re génération | Membres de 1re génération |
| ------------------------- | ------------------------- | ------------------------- | ------------------------- | ------------------------- | ------------------------- |
| Sarina Ushio              | 潮紗理菜                  | 26 décembre 1997          | Préfecture de Kanagawa    | 27 ans                    |                           |
| Yūka Kageyama             | 影山優佳                  | 8 mai 2001                | Tokyo                     | 24 ans                    |                           |
| Shiho Katō                | 加藤史帆                  | 2 février 1998            | Tokyo                     | 27 ans                    |                           |
| Kyōko Saitō               | 齊藤京子                  | 5 septembre 1997          | Tokyo                     | 27 ans                    |                           |
| Kumi Sasaki               | 佐々木久美                | 22 janvier 1996           | Préfecture de Chiba       | 29 ans                    | Capitaine                 |
| Mirei Sasaki              | 佐々木美玲                | 17 décembre 1999          | Préfecture de Hyōgo       | 25 ans                    |                           |
| Mana Takase               | 高瀬愛奈                  | 20 septembre 1998         | Préfecture d'Osaka        | 26 ans                    |                           |
| Ayaka Takamoto            | 高本彩花                  | 2 novembre 1998           | Préfecture de Kanagawa    | 26 ans                    |                           |
| Mei Higashimura           | 東村芽依                  | 23 août 1998              | Préfecture de Nara        | 26 ans                    |                           |

| Membres de 2e génération | Membres de 2e génération | Membres de 2e génération | Membres de 2e génération | Membres de 2e génération | Membres de 2e génération |
| ------------------------ | ------------------------ | ------------------------ | ------------------------ | ------------------------ | ------------------------ |
| Miku Kanemura            | 金村美玖                 | 10 septembre 2002        | Préfecture de Saitama    | 22 ans                   |                          |
| Hina Kawata              | 河田陽菜                 | 23 juillet 2001          | Préfecture de Yamaguchi  | 23 ans                   |                          |
| Nao Kosaka               | 小坂菜緒                 | 7 septembre 2002         | Préfecture d'Osaka       | 22 ans                   |                          |
| Suzuka Tomita            | 富田鈴花                 | 18 janvier 2001          | Préfecture de Kanagawa   | 24 ans                   |                          |
| Akari Nibu               | 丹生明里                 | 15 février 2002          | Préfecture de Saitama    | 23 ans                   |                          |
| Hiyori Hamagishi         | 濱岸ひより               | 28 septembre 2002        | Préfecture de Fukuoka    | 22 ans                   |                          |
| Konoka Matsuda           | 松田好花                 | 27 avril 1999            | Préfecture de Kyoto      | 26 ans                   |                          |

| Membres de 3e génération | Membres de 3e génération | Membres de 3e génération | Membres de 3e génération | Membres de 3e génération | Membres de 3e génération |
| ------------------------ | ------------------------ | ------------------------ | ------------------------ | ------------------------ | ------------------------ |
| Hinano Kamimura          | 上村ひなの               | 12 avril 2000            | Tokyo                    | 21 ans                   |                          |
| Mikuni Takahashi         | 髙橋未来虹               | 27 septembre 2003        | Tokyo                    | 21 ans                   |                          |
| Marii Morimoto           | 森本茉莉                 | 23 février 2004          | Tokyo                    | 21 ans                   |                          |
| Haruyo Yamaguchi         | 山口陽世                 | 23 février 2004          | Préfecture de Tottori    | 21 ans                   |                          |

| Membres de 4e génération | Membres de 4e génération | Membres de 4e génération | Membres de 4e génération | Membres de 4e génération | Membres de 4e génération |
| ------------------------ | ------------------------ | ------------------------ | ------------------------ | ------------------------ | ------------------------ |
| Tamaki Ishizuka          | 石塚瑶季                 | 29 août 2004             | Tokyo                    | 20 ans                   |                          |
| Honoka Kishi             | 岸帆夏                   | 29 août 2004             | Tokyo                    | 20 ans                   |                          |
| Nanami Konishi           | 小西夏菜実               | 29 octobre 2004          | Préfecture de Hyōgo      | 20 ans                   |                          |
| Rio Shimizu              | 清水理央                 | 15 janvier 2005          | Préfecture de Chiba      | 20 ans                   |                          |
| Yōko Shōgenji            | 正源司陽子               | 14 février 2007          | Préfecture de Hyōgo      | 18 ans                   |                          |
| Kirari Takeuchi          | 竹内希来里               | 20 février 2006          | Préfecture de Hiroshima  | 19 ans                   |                          |
| Honoka Hirao             | 平尾帆夏                 | 31 juillet 2003          | Préfecture de Tottori    | 21 ans                   |                          |
| Mitsuki Hiraoka          | 平岡海月                 | 9 avril 2002             | Préfecture de Fukui      | 23 ans                   |                          |
| Kaho Fujishima           | 藤嶌果歩                 | 7 août 2006              | Préfecture de Hokkaidō   | 18 ans                   |                          |
| Sumire Miyachi           | 宮地すみれ               | 31 décembre 2005         | Préfecture de Kanagawa   | 19 ans                   |                          |
| Haruka Yamashita         | 山下葉留花               | 20 mars 2003             | Préfecture de Aichi      | 22 ans                   |                          |
| Rina Watanabe            | 渡辺莉奈                 | 7 février 2009           | Préfecture de Fukuoka    | 16 ans                   |                          |

#### Ex-membres
| Prénom/Nom    | Nom en japonais | Date de naissance | Lieu de naissance     | Âge    | Remarques                          |
| ------------- | --------------- | ----------------- | --------------------- | ------ | ---------------------------------- |
| Memi Kakizaki | 柿崎芽実        | 2 décembre 2001   | Préfecture de Nagano  | 23 ans | A quitté le groupe le 11 août 2019 |
| Mao Iguchi    | 井口眞緒        | 10 novembre 1995  | Préfecture de Niigata | 29 ans | A quitté le groupe le 30 mars 2020 |
| Miho Watanabe | 渡邉美穂        | 24 février 2000   | Préfecture de Saitama | 25 ans |                                    |
| Manamo Miyata | 宮田愛萌        | 28 avril 1998     | Tokyo                 | 27 ans |                                    |

## Discographie

### Albums
En tant que Keyakizaka46 :
1. 19 juillet 2017 - Masshirona Mono wa Yogoshitaku Naru (真っ白なものは汚したくなる?) 397,799 copies
2. 7 octobre 2020 - Eien Yori Nagai Isshun: Ano Koro, Tashika ni Sonzaishita Watashitachi (永遠より長い一瞬 〜 あの頃、確かに存在した私たち 〜?)

En tant que Sakurazaka46 :
1. 9 décembre 2020 - As You Know?

### Singles
En tant que Keyakizaka46 :
1. 6 avril 2016 - Silent Majority (サイレントマジョリティー?)  441,950 copies
2. 10 août 2016 - Sekai ni wa Ai Shikanai (世界には愛しかない?) 484,102 copies
3. 30 novembre 2016 - Futari Saison (二人セゾン?) 685,018 copies
4. 4 avril 2017 - Fukyōwaon (不協和音?) 824,896 copies
5. 25 octobre 2017 - Kaze ni Fukarete mo (風に吹かれても?) 911,977 copies
6. 7 mars 2018 - Glass wo Ware! (ガラスを割れ！?) 1,060,261 copies
7. 15 août 2018 - Ambivalent (アンビバレント?)
8. 27 février 2019 - Kuroi Hitsuji (黒い羊?)
9. 21 août 2020 - Dare ga Sonokane o Narasunoka? (誰がその鐘を鳴らすのか??)

En tant que Sakurazaka46 :
1. 9 décembre 2020 - Nobody's Fault
2. 14 avril 2021 - BAN
3. 13 octobre 2021 - Nagaredama (流れ弾?)
4. 6 avril 2022 - Samidare yo (五月雨よ?)
5. 15 février 2023 - Sakurazuki (桜月?)
6. 28 juin 2023 - Start Over!

## Divers

### Télévision / Émissions de variété
- 2015-2020 : "Keyakitte, Kakenai?" (欅って、書けない??)[8]
- 2016 : "Tokuyama Daigorō o Dare ga Koroshitaka?" (徳山大五郎を誰が殺したか??)
- 2017 : "Zankokuna Kankyakutachi" (残酷な観客達?)
- 2020 : "Soko Magattara, Sakurazaka?" (そこ曲がったら、櫻坂？?)[14]